# هنري ك. ألين (سياسي)
هنري ك. ألين (بالإنجليزية: Henry C. Allen)‏ هو محامي وسياسي أمريكي، ولد في 13 مايو 1872 في باترسون في الولايات المتحدة، وتوفي في 7 مارس 1942 في مايستيك في الولايات المتحدة. حزبياً، نشط في الحزب الجمهوري. وقد انتخب عضو مجلس النواب الأمريكي.